# Carrière de Bonneuil-en-Valois

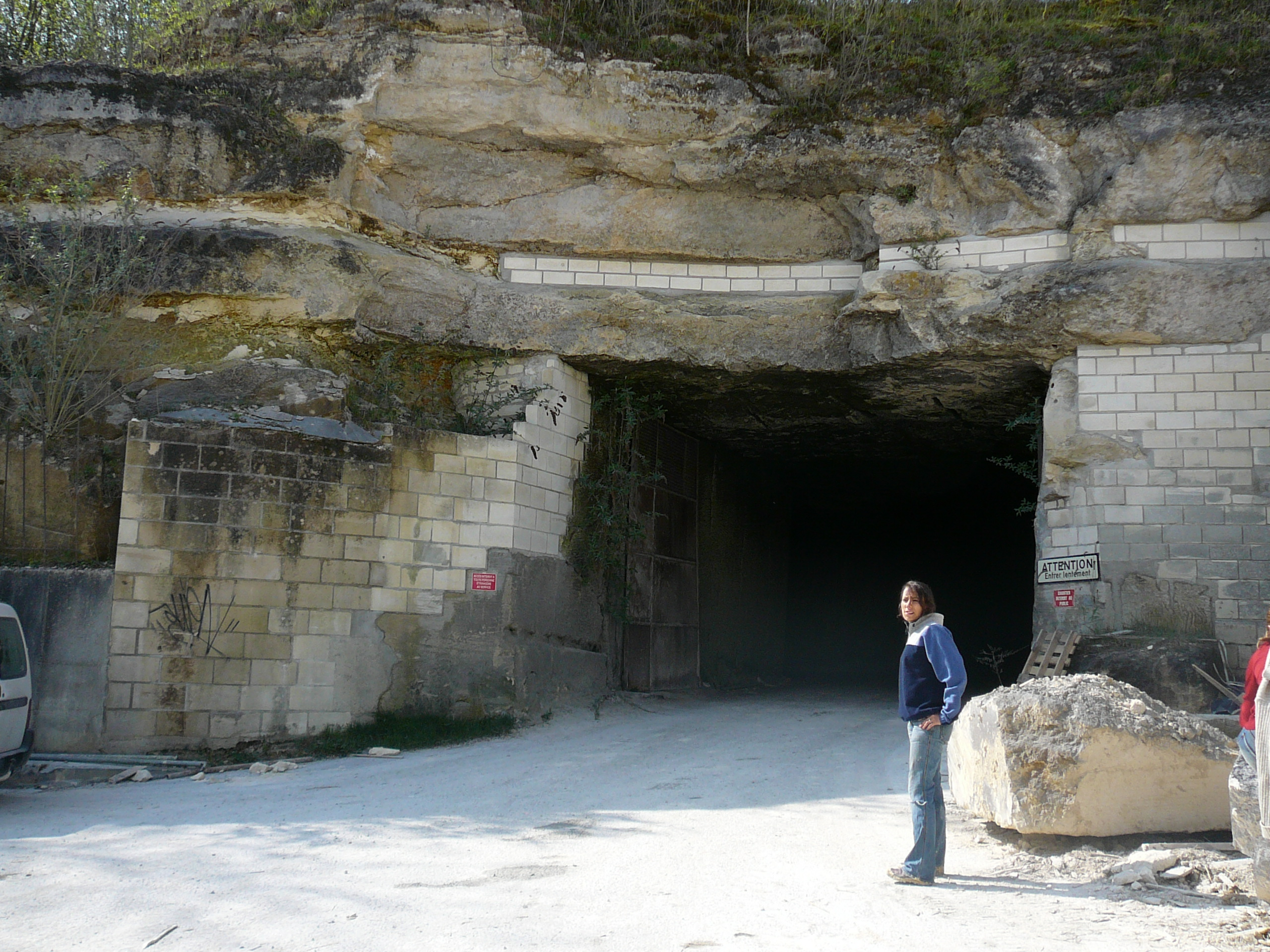
Entrée de la carrière souterraine de Bonneuil-en-Valois.

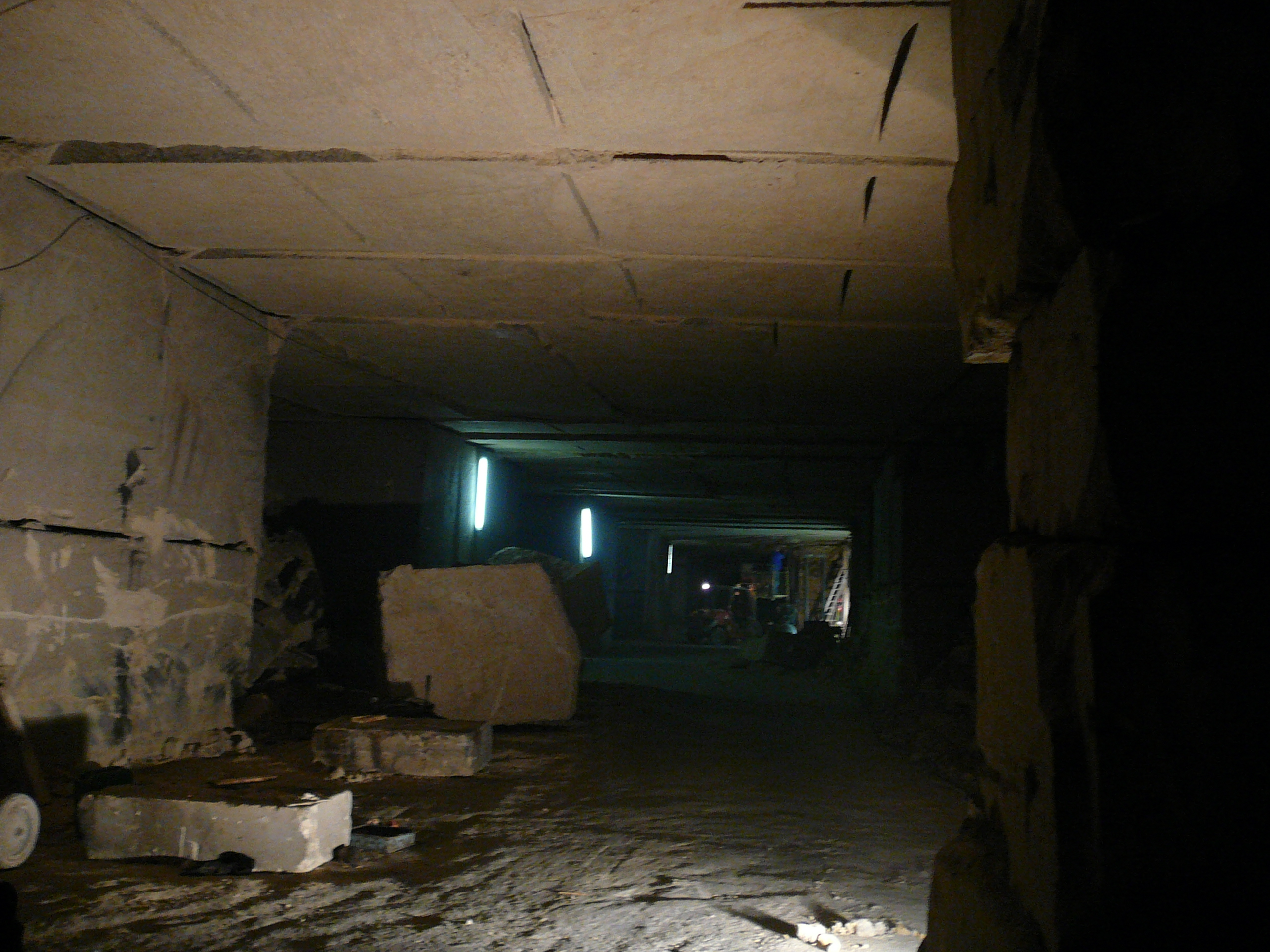
Une galerie de la carrière de Bonneuil-en-Valois.

La carrière souterraine du Clocher est située a  Bonneuil-en-Valois, dans l’Oise, en Picardie, France. C'est une carrière de roche calcaire du Lutétien. Souterraine, elle comprend une cinquantaine de kilomètres de galeries. 
Elle fut ouverte par Nino Mascitti en 1957 à partir une très petite exploitation déjà existante.
Cette carrière était exploitée depuis plusieurs générations par la famille Mascitti. Elle employait trois carriers et une vingtaine de tailleurs de pierre.
Aujourd’hui celle-ci a été reprise par le Groupe Gauchy.
En 2019, de gros investissements ont été faits avec l'acquisition de nouveaux matériels dont une haveuse Fantini ainsi que la réorganisation complète.
Les pierres qui sont extraites et vendues sont de types Banc Royal et Banc Franc qui est plus résistant et coquillé.